# Anders Gustafsson
Anders Gustafsson (født 2. marts 1967) er en svensk-dansk filminstruktør.
Gustafsson er uddannet fra Den Danske Filmskole i 1997 med afgangsfilmen Svensk Roullette, der modtog Nordisk Panoramas pris for bedste nordiske kortfilm. Han har desuden instrueret novellefilmene Manden med tubaen (1999) og Skoda (2001); sidstnævnte med Nicolaj Kopernikus i hovedrollen. Filmen Fodbolddrengen fra 2001 blev på Odense Filmfestival kåret som bedste dokumentar. I 2004 modtog han en Robert for Bagland (2003) i kategorien årets børne- og familiefilm.